# Джамадагни
Джамадагни — индуистский брахман, один из семи великих мудрецов 7-й манвантары (саптариши), чья история рассказывается в «Махабхарате». Потомок Бхригу; владел небесным луком Вишну, подаренным его отцу.
Жил отшельником. Был отцом Парашурамы («Рама с топором») — шестой инкарнации Вишну. Отличался крутым нравом. Разгневавшись на свою жену, Ренуку, дочь царя Прасенаджита или Рену, из-за её нечистых мыслей, приказал своим сыновьям отрубить ей голову. Когда старшие четыре сына не захотели выполнить его приказ, проклял их, сделав умалишёнными. Младший из них, Парашурама, всё-таки выполнил его приказ, чем заслужил благодарность отца. Для убийства он использовал топор. Сын тут же попросил отца воскресить мать и вылечить братьев. Джамадагни сразу же исполнил обе его просьбы.
Был убит сыном царя Партавирьи за отказ отдать ему чудесную корову Камадхену («корова желаний»). Сын мудреца узнал о произошедшем и убил царя. И в этот раз Парашурама воспользовался топором.